# Fudbalski klub Borac Čačak
Il Fudbalski klub Borac Čačak (serbo: ФК Борац Чачак) è una società calcistica serba con sede nella città di Čačak. Nella stagione 2024-2025 milita nella Prva Liga Srbija, la seconda divisione del calcio serbo. I colori sociali sono il rosso e il bianco, a strisce orizzontali.

## Storia
Fondato nel 1926, il Borac gioca nello Stadio Čačak, che ha una capacità di 5.000 spettatori.
Riesce a partecipare al primo turno della Coppa UEFA 2008-2009, superando in uno storico doppio confronto la Lokomotiv Sofia.

## Organico

### Rosa 2017-2018
| N. |                                 | Ruolo | Calciatore          |
| -- | ------------------------------- | ----- | ------------------- |
| 1  | Serbia (bandiera)               | A     | Filip Knežević      |
| 2  | Serbia (bandiera)               | D     | Njegoš Janjušević   |
| 3  | Serbia (bandiera)               | C     | Jovan Čađenović     |
| 4  | Serbia (bandiera)               | D     | Lazar Obradović     |
| 5  | Serbia (bandiera)               | D     | Stefan Drašković    |
| 5  | Serbia (bandiera)               | D     | Miroljub Kostić     |
| 6  | Serbia (bandiera)               | D     | Marko Marinković    |
| 7  | Serbia (bandiera)               | C     | Lazar Sajčić        |
| 8  | Serbia (bandiera)               | C     | Dušan Kuveljić      |
| 9  | Serbia (bandiera)               | A     | Veljko Bogićević    |
| 10 | Serbia (bandiera)               | A     | Nenad Lukić         |
| 10 | Serbia (bandiera)               | A     | Igor Savić          |
| 11 | Serbia (bandiera)               | A     | Miloš Džugurdić     |
| 11 | Serbia (bandiera)               | C     | Pavle Propadalo     |
| 12 | Serbia (bandiera)               | A     | Lazar Romanić       |
| 13 | Serbia (bandiera)               | D     | Jovica Vasilić      |
| 14 | Bosnia ed Erzegovina (bandiera) | D     | Amer Dupovac        |
| 15 | Serbia (bandiera)               | C     | Miloš Perišić       |
| 16 | Macedonia del Nord (bandiera)   | A     | Destan Haciya       |
| 17 | Serbia (bandiera)               | D     | Nikola Ignjatijević |
| 18 | Montenegro (bandiera)           | C     | Uroš Delić          |
| 18 | Serbia (bandiera)               | A     | Nemanja Stanković   |
| 19 | Serbia (bandiera)               | C     | Marko Zoćević       |
| 20 | Serbia (bandiera)               | D     | Miloš Marković      |
| 21 | Brasile (bandiera)              | A     | Mateus Lima Cruz    |

| N. |                       | Ruolo | Calciatore         |
| -- | --------------------- | ----- | ------------------ |
| 22 | Serbia (bandiera)     | A     | Lazar Jovanović    |
| 23 | Serbia (bandiera)     | P     | Vladimir Bajić     |
| 24 | Serbia (bandiera)     | P     | Saša Mišić         |
| 25 | Serbia (bandiera)     | A     | Stefan Janković    |
| 26 | Serbia (bandiera)     | A     | Nemanja Perić      |
| 27 | Serbia (bandiera)     | C     | Nemanja Krstić     |
| 28 | Serbia (bandiera)     | A     | Nikola Tripković   |
| 29 | Serbia (bandiera)     | P     | Nikola Timotijević |
| 30 | Serbia (bandiera)     | C     | Nikola Mitić       |
| 30 | Montenegro (bandiera) | A     | Filip Vorotović    |
| 31 | Serbia (bandiera)     | A     | Vanja Vučićević    |
| 31 | Serbia (bandiera)     | D     | Nikola Tasić       |
| 32 | Serbia (bandiera)     | D     | Lazar Pajović      |
| 33 | Serbia (bandiera)     | A     | Uroš Stamenić      |
| 34 | Serbia (bandiera)     | A     | Saša Filipović     |
| 35 | Serbia (bandiera)     | D     | Vladimir Otašević  |
| 41 | Serbia (bandiera)     | P     | Mateja Maslarević  |
| 43 | Serbia (bandiera)     | D     | Uroš Sekulić       |
| 47 | Serbia (bandiera)     | D     | Aleksa Urošević    |
| 48 | Serbia (bandiera)     | A     | Nemanja Kovačević  |
| 49 | Serbia (bandiera)     | D     | Igor Nedeljković   |
|    | Serbia (bandiera)     | P     | Nikola Tasić       |
|    | Montenegro (bandiera) | D     | Marko Vidović      |
|    | Serbia (bandiera)     | D     | Veljko Filipović   |
|    | Serbia (bandiera)     | C     | Stefan Fićović     |

### Rosa 2015-2016
| N. |                         | Ruolo | Calciatore              |
| -- | ----------------------- | ----- | ----------------------- |
| 2  | Serbia (bandiera)       | D     | Aleksandar Tanasin      |
| 3  | Sierra Leone (bandiera) | C     | Mustapha Bangura        |
| 4  | Serbia (bandiera)       | D     | Lazar Obradović         |
| 6  | Serbia (bandiera)       | D     | Miloš Krstić            |
| 7  | Brasile (bandiera)      | C     | Pedro Sass              |
| 8  | Serbia (bandiera)       | C     | Stefan Milojević        |
| 9  | Montenegro (bandiera)   | C     | Darko Zorić             |
| 10 | Serbia (bandiera)       | A     | Igor Savić              |
| 11 | Bulgaria (bandiera)     | C     | Iliyan Yordanov         |
| 12 | Serbia (bandiera)       | P     | Nenad Jovanović         |
| 13 | Montenegro (bandiera)   | C     | Boris Bulajić           |
| 15 | Serbia (bandiera)       | C     | Miroljub Kostić         |
| 16 | Serbia (bandiera)       | C     | Milan Marčić            |
| 17 | Serbia (bandiera)       | D     | Mario Maslać (capitano) |

| N. |                       | Ruolo | Calciatore          |
| -- | --------------------- | ----- | ------------------- |
| 19 | Serbia (bandiera)     | D     | Stefan Drašković    |
| 23 | Serbia (bandiera)     | A     | Vuk Sotirović       |
| 24 | Serbia (bandiera)     | P     | Saša Mišić          |
| 26 | Serbia (bandiera)     | C     | Stefan Vukmirović   |
| 27 | Serbia (bandiera)     | D     | Ivan Đoković        |
| 30 | Serbia (bandiera)     | P     | Vladimir Bajić      |
| 31 | Serbia (bandiera)     | C     | Ivan Todorović      |
| 34 | Serbia (bandiera)     | A     | Srđan Vujaklija     |
| 73 | Serbia (bandiera)     | A     | Lazar Jovanović     |
| 77 | Serbia (bandiera)     | C     | Đuro Zec            |
| 80 | Serbia (bandiera)     | C     | Pavle Propadalo     |
| 88 | Serbia (bandiera)     | C     | Milorad Balabanović |
| 94 | Montenegro (bandiera) | C     | Aldin Adžović       |

### Rosa 2014-2015
| N. |                                 | Ruolo | Calciatore                 |
| -- | ------------------------------- | ----- | -------------------------- |
| 1  | Serbia (bandiera)               | P     | Nikola Petrić ((capitano)) |
| 2  | Serbia (bandiera)               | D     | Nikola Boranijašević       |
| 3  | Montenegro (bandiera)           | D     | Risto Radunović            |
| 4  | Serbia (bandiera)               | D     | Lazar Obradović            |
| 5  | Serbia (bandiera)               | C     | Dejan Radosavljević        |
| 6  | Palestina (bandiera)            | D     | Javier Cohene              |
| 7  | Serbia (bandiera)               | A     | Slaviša Stojanović         |
| 8  | Serbia (bandiera)               | C     | Dejan Babić                |
| 10 | Serbia (bandiera)               | C     | Marko Zoćević              |
| 11 | Serbia (bandiera)               | A     | Milan Jevtović             |
| 12 | Serbia (bandiera)               | P     | Marko Drobnjak             |
| 15 | Serbia (bandiera)               | D     | Aleksandar Gojković        |
| 16 | Serbia (bandiera)               | A     | Nikola Nešović             |
| 17 | Serbia (bandiera)               | D     | Mario Maslać               |
| 18 | Bosnia ed Erzegovina (bandiera) | A     | Uroš Đerić                 |
| 19 | Serbia (bandiera)               | D     | Stefan Drašković           |
| 20 | Bosnia ed Erzegovina (bandiera) | C     | Rade Krunić                |

| N. |                                 | Ruolo | Calciatore       |
| -- | ------------------------------- | ----- | ---------------- |
| 21 | Serbia (bandiera)               | A     | Nikola Pantović  |
| 22 | Serbia (bandiera)               | D     | Ivan Josović     |
| 23 | Serbia (bandiera)               | D     | Dušan Đorđević   |
| 24 | Serbia (bandiera)               | A     | Alen Mašović     |
| 25 | Bosnia ed Erzegovina (bandiera) | C     | Mario Božić      |
| 26 | Serbia (bandiera)               | C     | Stefan Milojević |
| 27 | Serbia (bandiera)               | D     | Ivan Đoković     |
| 28 | Serbia (bandiera)               | D     | Stefan Živković  |
| 29 | Serbia (bandiera)               | C     | Dušan Jovančić   |
| 30 | Serbia (bandiera)               | P     | Vladimir Bajić   |
| 32 | Serbia (bandiera)               | C     | Miljan Mutavdžić |
| 33 | Serbia (bandiera)               | D     | Nemanja Miletić  |
| 35 | Serbia (bandiera)               | D     | Đorđe Lazović    |
| 36 | Ghana (bandiera)                | C     | Michael Tawiah   |
| 37 | Serbia (bandiera)               | C     | Vladimir Krstić  |
| 51 | Serbia (bandiera)               | A     | Ognjen Ožegović  |
| 77 | Serbia (bandiera)               | C     | Đuro Zec         |

## Palmarès

### Competizioni nazionali
- 2. Savezna liga: 1

1972-1973 (girone est)
- Druga liga SR Jugoslavije: 3

1993-1994, 1998-1999 (girone ovest), 2002-2003 (girone ovest)
- Srpska Liga: 2

2019-2020, 2023-2024 (girone ovest)

### Altri piazzamenti
- 2. Savezna liga:

Secondo posto: 1969-1970 (girone est), 1970-1971 (girone est), 1973-1974 (girone est)
- Coppa di Serbia:

Finalista: 2011-2012
Semifinalista: 2015-2016
- Prva Liga Srbija:

Secondo posto: 2013-2014
- Druga liga SR Jugoslavije:

Secondo posto: 2000-2001 (girone ovest), 2001-2002 (girone ovest)

## Statistiche e record

### Statistiche nelle competizioni UEFA
Tabella aggiornata alla fine della stagione 2018-2019.
| Competizione                  | Partecipazioni | G | V | N | P | RF | RS |
| ----------------------------- | -------------- | - | - | - | - | -- | -- |
| Coppa UEFA/UEFA Europa League | 1              | 6 | 2 | 2 | 2 | 7  | 9  |